# Viola dasyphylla
Viola dasyphylla är en violväxtart som beskrevs av Wilhelm Becker. Viola dasyphylla ingår i släktet violer, och familjen violväxter. Inga underarter finns listade i Catalogue of Life.